# Déviances et Passions
Pour plus de détails, voir Fiche technique et Distribution.
Déviances et Passions (明治大正昭和 猟奇女犯罪史, Meiji Taishō Shōwa: Ryoki onna hanzai shi) est un film japonais à sketches réalisé par Teruo Ishii
 et sorti en 1969. 

## Histoire
Ayant eu à pratiquer l'autopsie de sa femme adultère et suicidée, un médecin légiste japonais décide de mener une enquête sur la criminalité féminine en passant en revue diverses affaires judiciaires célèbres : l'affaire de l'hôtel Toyokaku, l'affaire Sada Abe, l'affaire Yoshio Kodaira (en), l'affaire Takahashi Oden.

## Fiche technique
- Titre : Déviances et Passions
- Titre original : 明治大正昭和 猟奇女犯罪史 (Meiji Taishō Shōwa: Ryoki onna hanzai shi?)
- Réalisation : Teruo Ishii, Masahiro Kakefuda et Shizuo Nonami
- Scénario : Teruo Ishii
- Photographie : Motoya Washio
- Montage : Tadao Kanda
- Direction artistique : Jirō Tomita
- Musique : Masao Yagi
- Société de production : Tōei
- Pays de production :  Japon
- Langue originale : japonais
- Format : couleur & noir et blanc - 2,35:1
- Genre : criminologie dénudée
- Durée : 92 minutes[2]
- Date de sortie : 
  - Japon : 27 août 1969[2]

## Distribution

### Fil conducteur
- Teruo Yoshida : le docteur

### Segment: Affaire de l'hôtel Toyokaku
- Mitsuko Aoi : Kinue Munakata

### Segment: Sada Abe
- Sada Abe : elle-même (partie documentaire)
- Yukie Kagawa : Sada Abe (partie fiction)

### Segment: Yoshio Kodaira
- Asao Koike : Yoshio Kodaira

### Segment: Takahashi Oden
- Teruko Yumi : Takahashi Oden